# Sybistroma nodicornis
Sybistroma nodicornis är en tvåvingeart som beskrevs av Christian Rudolph Wilhelm Wiedemann 1824. Sybistroma nodicornis ingår i släktet Sybistroma och familjen styltflugor. Inga underarter finns listade i Catalogue of Life.